# Gendla, Sorab
Gendla là một làng thuộc tehsil Sorab, huyện Shimoga, bang Karnataka, Ấn Độ.